# Euderma maculatum
Euderma maculatum (J. A. Allen, 1891) è un pipistrello della famiglia dei Vespertilionidi, unica specie del genere Euderma (H. Allen, 1892), diffuso nell'America settentrionale.

## Descrizione

### Dimensioni
Pipistrello di dimensioni, con la lunghezza totale tra 107 e 115 mm, la lunghezza dell'avambraccio tra 48 e 51 mm, la lunghezza della coda tra 47 e 50 mm, la lunghezza delle orecchie tra 45 e 50 mm e un peso fino a 20 g.

### Caratteristiche craniche e dentarie
Il cranio presenta una scatola cranica notevolmente allungata e le arcate zigomatiche robuste. La bolla timpanica è di forma ellittica e alquanto complessa. La regione sopra-orbitale è crestata. Gli incisivi superiori sono piccoli ed allineati. Il primo premolare superiore è ridotto.
Sono caratterizzati dalla seguente formula dentaria:

### Aspetto
La pelliccia è lunga e soffice. Le parti dorsali sono nere, con due grosse macchie bianche sulle spalle ed una sulla groppa. Le parti ventrali sono bianche, con la base dei peli nerastra. Sulla gola è presente una zona circolare priva completamente di peli. Il muso è privo di ghiandole. Le orecchie sono enormi, rosate, unite alla base da una sottile banda e con circa 15 creste trasversali nella parte interna del padiglione auricolare. Il trago è lungo, largo, con l'estremità smussata ed unito al lobo basale posteriore dell'orecchio. Le membrane alari sono rosate. La coda è lunga ed inclusa completamente nell'uropatagio. Il cariotipo è 2n=30 FNa=52.

### Ecolocazione
Emette ultrasuoni a bassa frequenza con picchi fino a 12 kHz, utilizzati per cacciare prede in spazi aperti.

## Biologia

### Comportamento
Si rifugia tra crepacci e fessure in ammassi rocciosi e scarpate solitariamente od occasionalmente in piccoli gruppi. Utilizza lo stesso rifugio per molto tempo. L'attività predatoria si svolge costantemente durante tutta la notte non più di 10 km dai siti diurni. Probabilmente sono presenti migrazioni stagionali a differenti quote, spostandosi dalle pinete d'alta montagna in giugno e luglio ad altitudini più basse in agosto.

### Alimentazione
Si nutre di grossi insetti volanti come le falene.

### Riproduzione
Le femmine danno alla luce un piccolo alla volta, il cui peso è circa il 20% del peso materno. Si riproduce nel mese di giugno.

## Distribuzione e habitat
Questa specie è diffusa dalla Columbia Britannica sud-orientale, attraverso gli Stati di Washington, Oregon, California orientali, Idaho, Nevada, Utah, Arizona, Nuovo Messico; Montana, Wyoming, Colorado e Texas occidentali fino al Messico centro-settentrionale.
Vive in diversi tipi di habitat, dal deserto ai boschi di montagna, inclusi boschi di ginepro, pinete, foreste di conifere, aree ripariali e pascoli fino a 3.000 metri di altitudine. 

## Conservazione
La IUCN Red List, considerato il vasto areale, la popolazione presumibilmente numerosa e la presenza in diverse aree protette, classifica E.maculatum come specie a rischio minimo (Least Concern)).